# Ceanothus herbaceus
Ceanothus herbaceus är en brakvedsväxtart som beskrevs av Constantine Samuel Rafinesque. Ceanothus herbaceus ingår i släktet Ceanothus och familjen brakvedsväxter. Inga underarter finns listade i Catalogue of Life.

## Bildgalleri

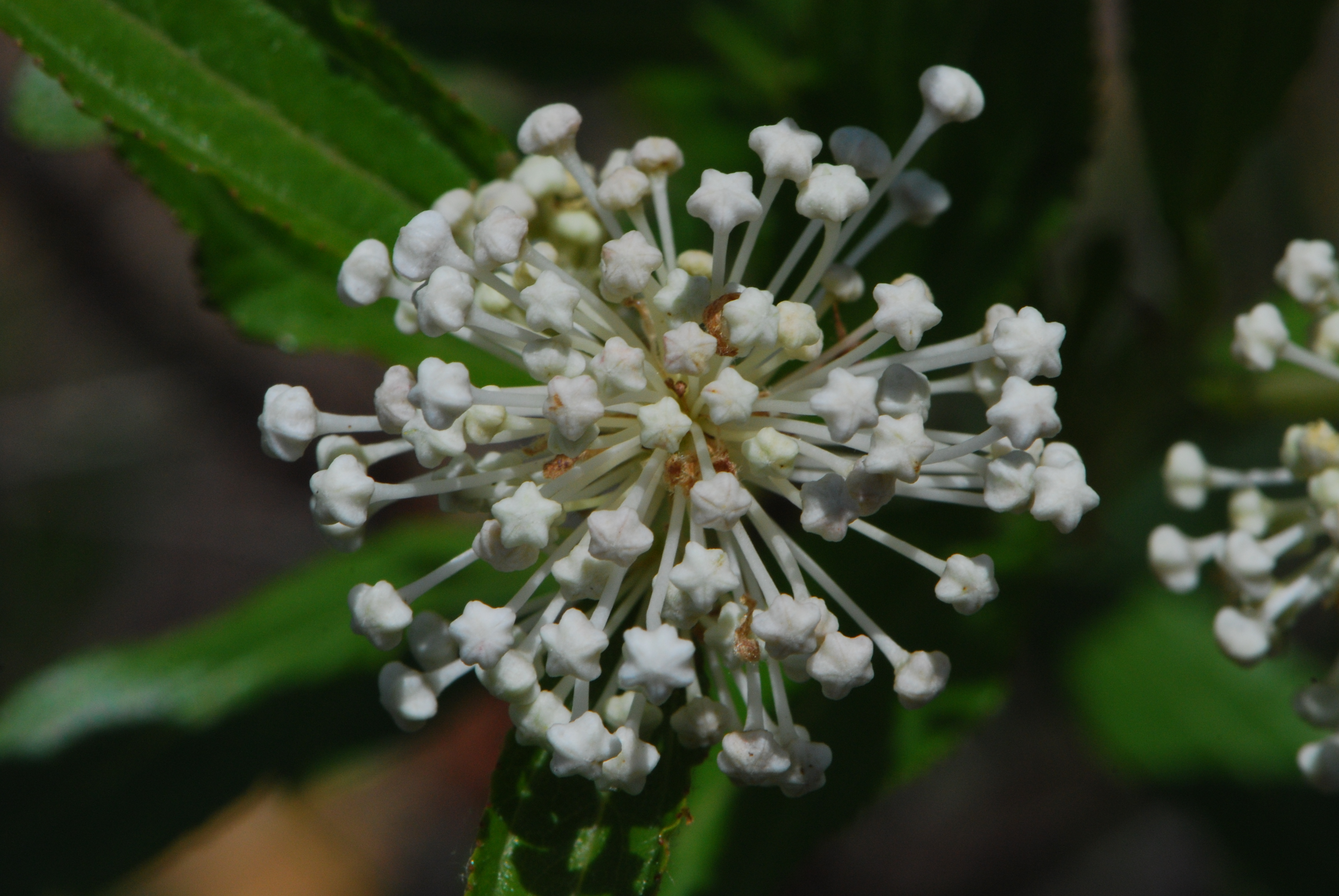
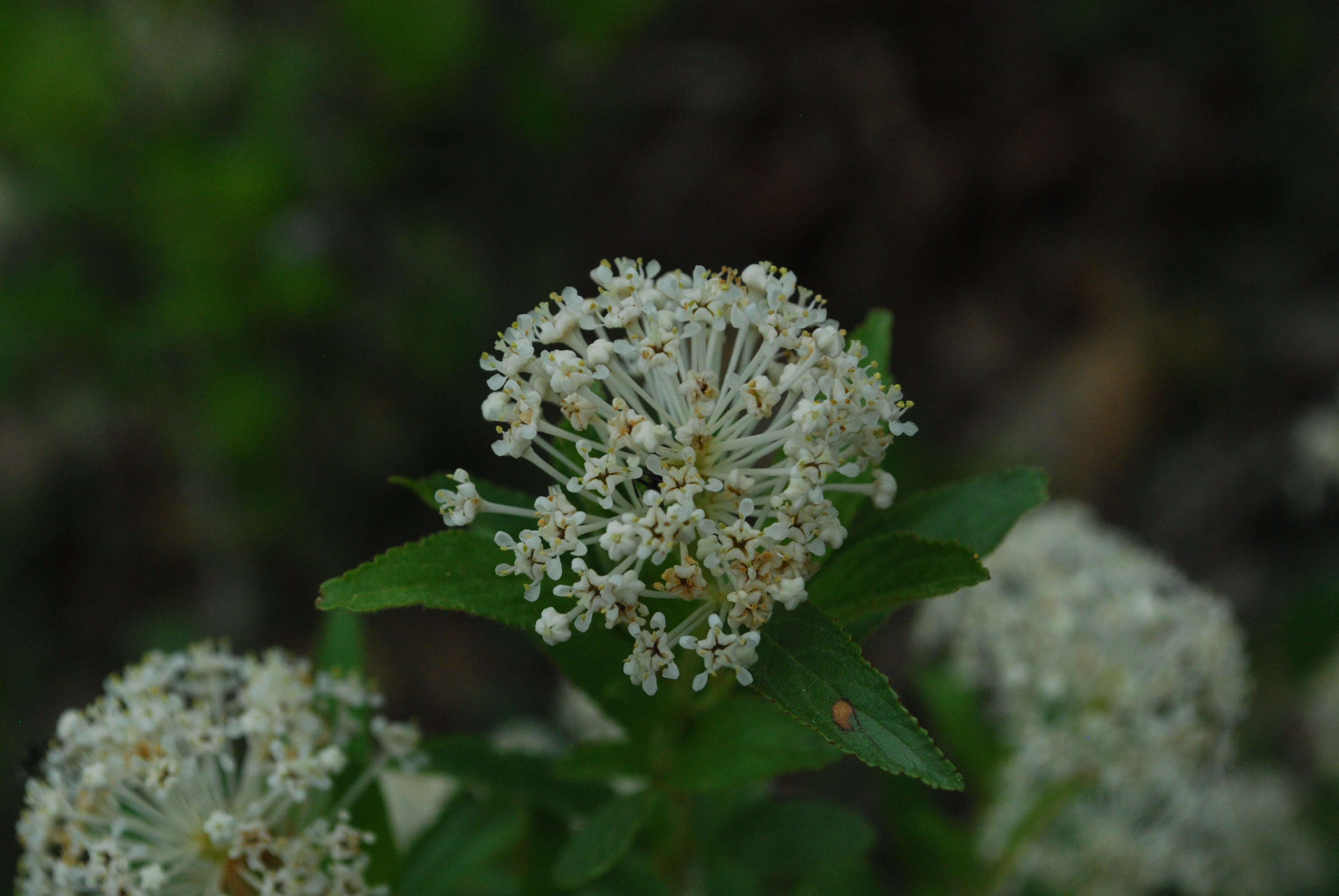
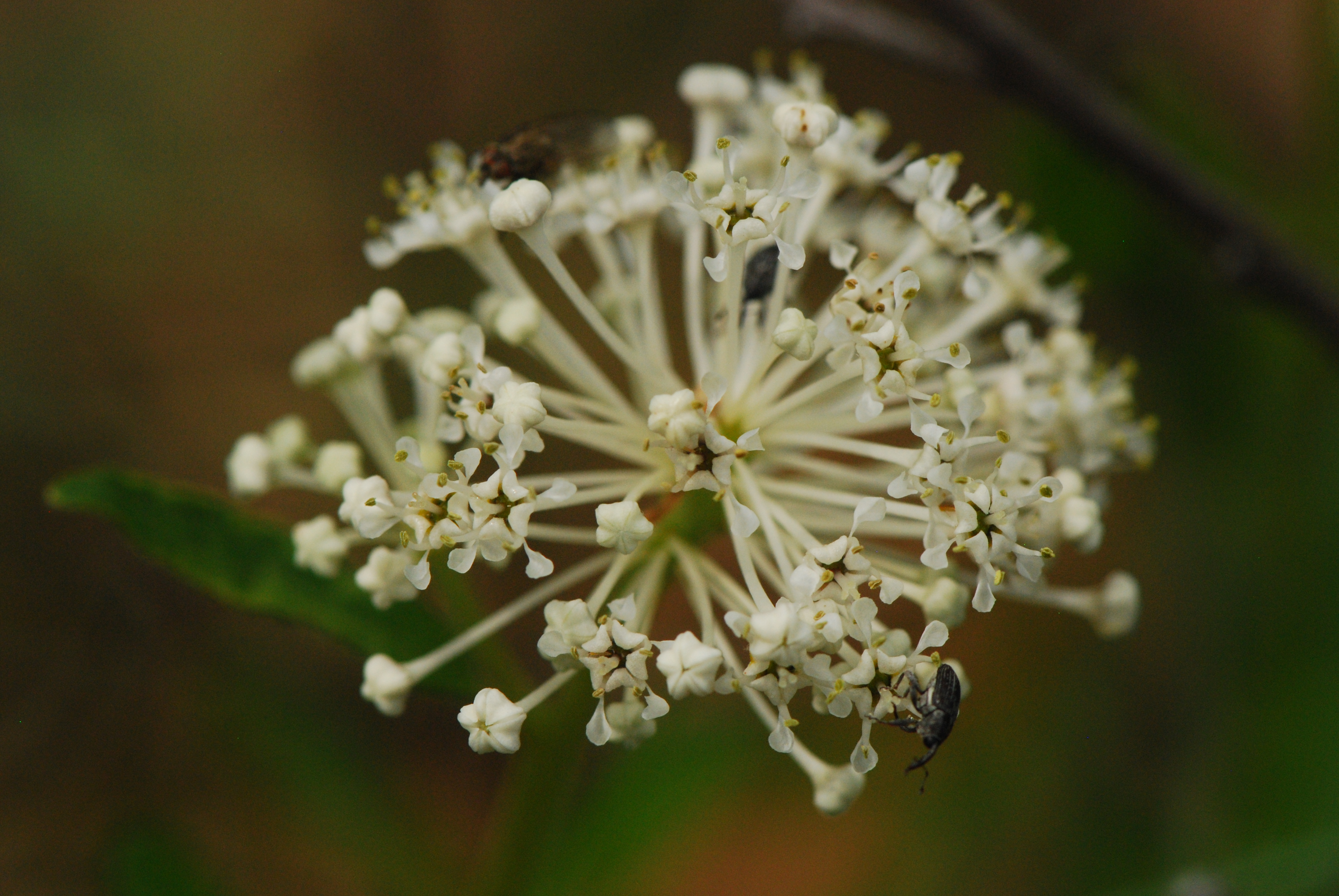
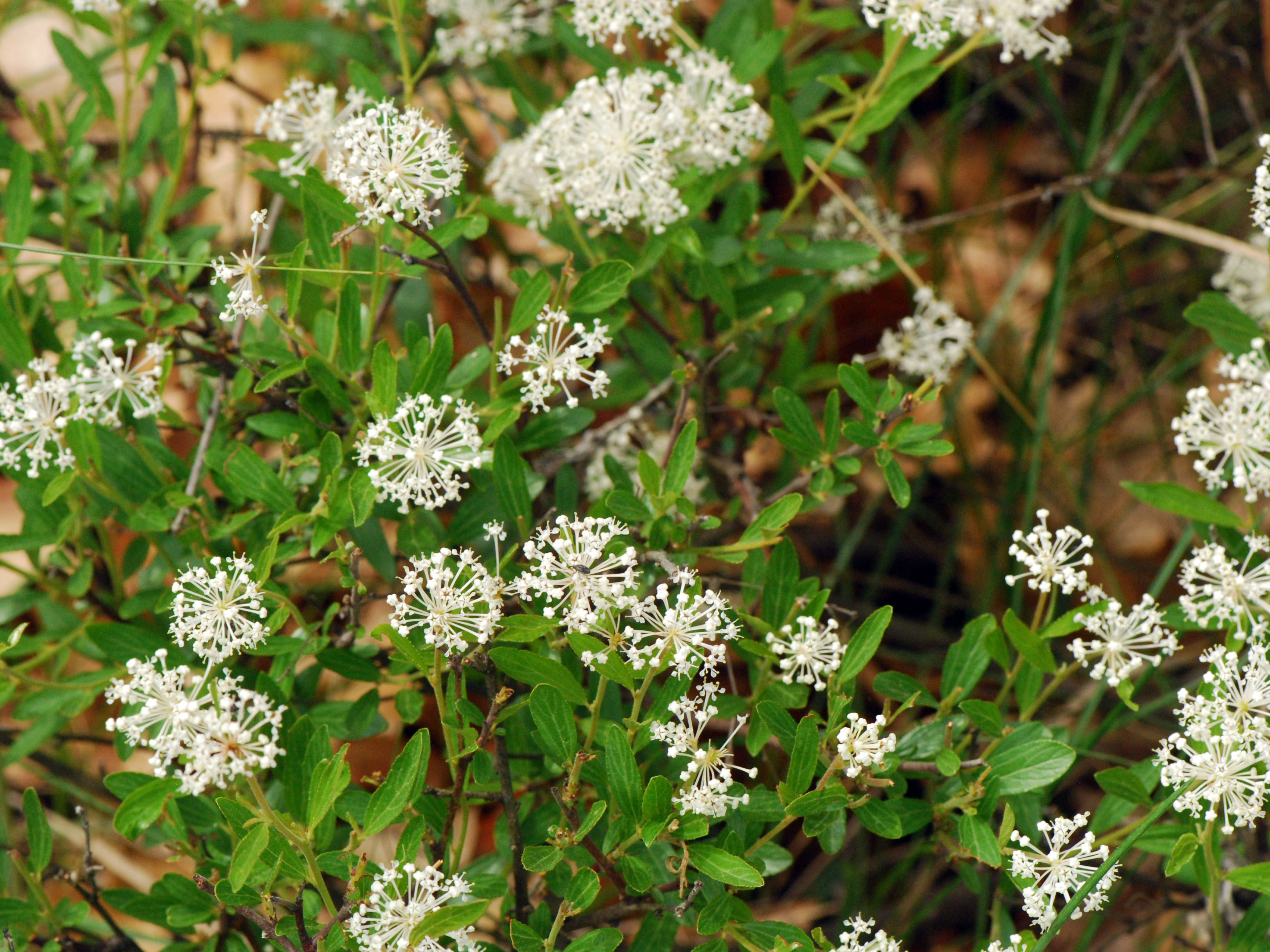
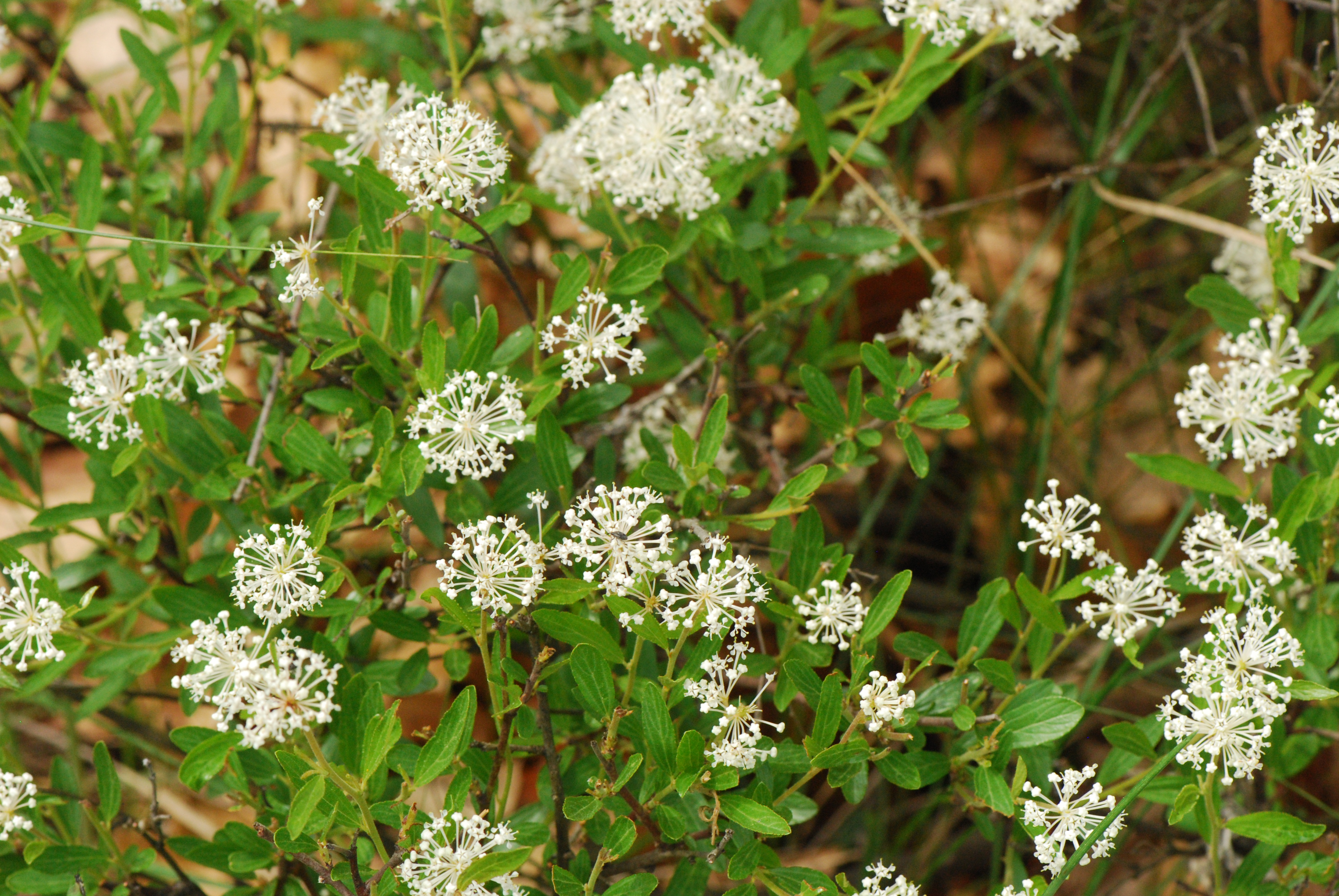